# Princesse Ōe
La princesse Ōe (大江皇女, Ōe no himemiko) (morte en 699) est une princesse de la période Asuka de l'histoire du Japon. Elle est la fille de l'empereur Tenji et de dame Shikobuko (色夫古娘) dont le père est Oshiumi no Miyakko Otatsu (忍海造小竜). Parmi ses frères et sœurs, on compte le prince Kawashima et la princesse Izumi.
Elle épouse l'empereur Temmu et donne naissance aux princes Naga et Yuge. Ils sont, après la mort de l'empereur Temmu, qualifiés pour être candidats au titre d'empereur mais aucun des deux ne le devient.

## Source de la traduction
- (en) Cet article est partiellement ou en totalité issu de l’article de Wikipédia en anglais intitulé « Princess Ōe » (voir la liste des auteurs).